# Profile Lake
Lake Profile is een meer in de staat New Hampshire in de Verenigde Staten. Het meer beslaat een oppervlakte van ongeveer 52 km².
Lake Profile is gelegen in de White Mountains en is het begin van de Pemigewasset River.
Het meer kreeg zijn naam dankzij zijn ligging direct onder de Old Man of the Mountain, een beroemde rotsformatie die in 2003 instortte. Het meer ligt vlak bij de hoogte van het land in Franconia Notch State Park. De uitloop van het meer is de Pemigewasset River, die ten zuiden stroomt naar de rivier de Merrimack en uiteindelijk de Golf van Maine (Atlantische Oceaan) in Newburyport, Massachusetts.
Het meer is geclassificeerd als een koudwatervisserij, waar onder meer bronforellen aangetroffen zijn.